# Dobromir Chrysos
Dobromir Chrysos (en bulgare : Добромир Хриз, en grec byzantin : Δοβρομηρός Χρύσος) est un seigneur valaque actif en Macédoine orientale sous le règne d'Alexis III Ange (1195-1203), menant notamment un soulèvement infructueux.

## Biographie

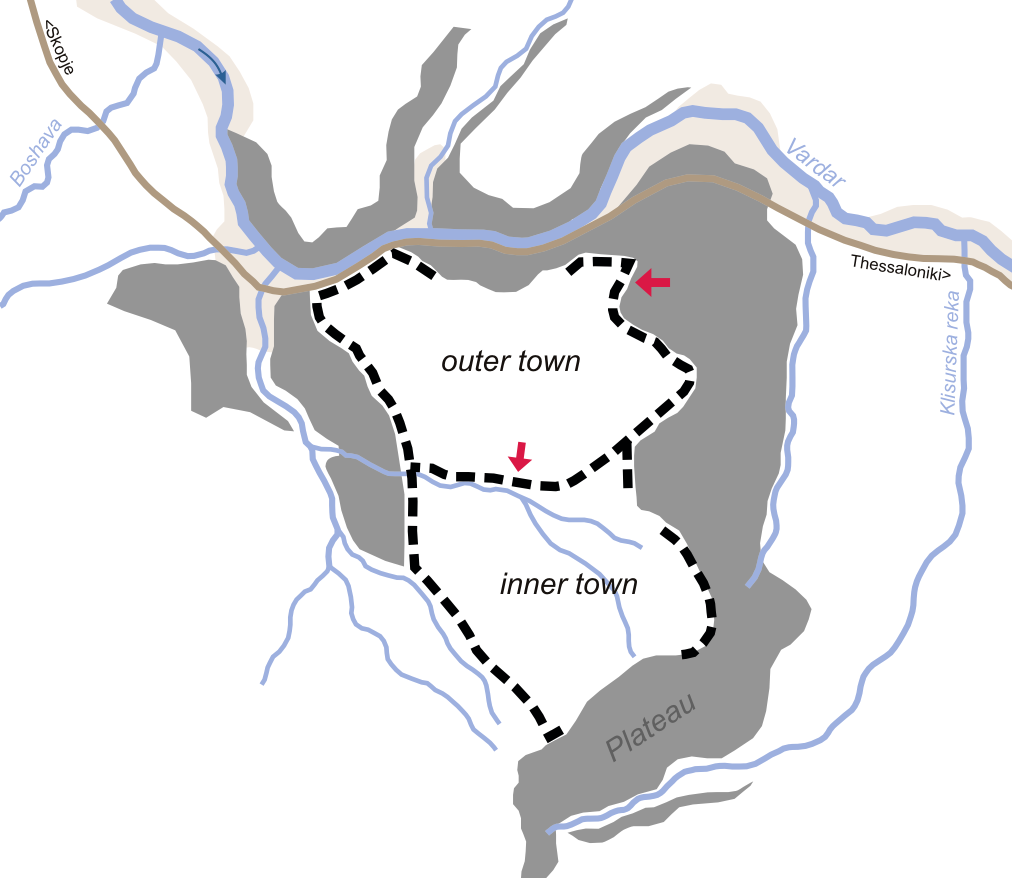
Plan de la forteresse de Prosek.

Selon l'historien byzantin Nicétas Choniatès, Dobromir Chrysos est bien un Valaque en dépit d'un patronyme slave. Selon l'historien bulgare Dimitar Bechev, il aurait une ascendance slavo-bulgare.
Quand il apparaît dans les sources, il est à la tête d'un groupe de valaques et de Bulgares. Choniatès rapporte qu'avec cinq cents hommes, il est un allié de l'empereur Alexis III Ange, dans le contexte de conflits récurrents entre l'Empire byzantin et le deuxième empire bulgare récemment créé. Toutefois, il attire rapidement les soupçons, notamment sur des velléités d'indépendance et il est emprisonné. Après sa libération en 1196, il devient le gouverneur de Strumica et, avant la fin de l'année, dirige une révolte en lançant des raids contre les terres situées entre le Strymon et le Vardar. Il étend rapidement son emprise sur Prosek, une forteresse locale qu'il renforce. L'empereur Alexis III lance une campagne contre lui au printemps 1197 en assiégeant deux mois durant la forteresse. Finalement, l'empereur rentre à Constantinople non sans permettre à Dobromir de consolider sa seigneurie. Il obtient une forme de trêve en lui reconnaissant ses droits sur la région entre le Strymon et le Vardar. Dans le cadre de cet accord et alors même que Dobromir semble déjà marié, une union est prévue entre lui et une fille du général byzantin Manuel Kamytzès. Celle-ci doit divorcer de son premier mari afin d'honorer cette union en 1198.
Peu après, une autre révolte intervient à l'initiative d'un bulgare, Ivanko, passé au service des Byzantins. A cette occasion, il capture Manuel Kamytzès qui n'est libéré que sur l'intervention de Dobromir Chrysos, qui paie sa rançon à la place d'Alexis III. Mécontent, Kamytzès se soulève à son tour avec Dobromir Chrysos en Thessalie en 1201, lançant des raids sur la Macédoine et jusqu'au Péloponnèse. De nouveau, Alexis III tente d'obtenir la paix par la diplomatie et promet à Dobromir la main de Théodora Angelina, petite-fille de l'empereur précédemment promis à Ivanko qui a été exécuté. Dobromir Chrysos accepte l'accord qui confine son domaine autour de Prosek. Après 1201, il disparaît des sources, tandis que sa forteresse est prise par les Bulgares de Kaloyan en 1202.
Jean-Claude Cheynet a vu dans la révolte de Chrysos, de même que dans celle d'Ivanko, des mouvements menés par des personnalités qui profitent de la frontière et des tensions entre l'Empire bulgare et l'Empire byzantin pour se constituer des sortes de principautés, tout en étant réduits à la soumission par le même procédé : la promesse d'unions de prestige avec des princesses byzantins, qui permettent souvent aux Byzantins de s'emparer d'eux voire de les exécuter, comme dans le cas d'Ivanko.

## Sources
- (en) Charles M. Brand, Byzantium confronts the West : 1180-1204, Harvard University Press, 1968.
- (en) Nicétas Choniatès (trad. Harry Magoulias), O City of Byzantium, Annals of Niketas Choniatēs, Détroit, Wayne State University Press, 1984, 441 p. (ISBN 0-8143-1764-2, lire en ligne)
- (en) Florin Curta, Southeastern Europe in the Middle Ages, 500-1250, Cambridge/New York, Cambridge University Press, 2019, 496 p. (ISBN 9780521894524)
- (en) John Fine, The Late Medieval Balkans : A Critical Survey from the Late Twelfth Century to the Ottoman Conquest, Ann Arbor, Michigan: University of Michigan Press, 1994 (ISBN 0-472-08260-4)
- (en) Alexander Kazhdan (dir.), Oxford Dictionary of Byzantium, New York et Oxford, Oxford University Press, 1991, 1re éd., 3 tom. (ISBN 978-0-19-504652-6 et 0-19-504652-8, LCCN 90023208).
- (en) Alicia Simpson, Niketas Choniates : A Historiographical Study, Oxford, Oxford University Press, 2013, 372 p. (ISBN 9780199670710, lire en ligne)
- (en) Paul Stephenson, « Balkan Borderlands (1018-1204) », dans The Cambridge History of Byzantium, Cambridge University Press, 2008, 664-691 p. (ISBN 978-0-521-83231-1)
- (en) Panos Sophoulis, Banditry in the Medieval Balkans, 800-1500, Palgrave, Macmillan, 2020 (ISBN 9783030559045)